# Монотропсис
Монотропсис (лат. Monotropsis) — род растений семейства Вересковые.

## Ареал
Растения встречаются в Северной Америке в США.

## Виды
По информации базы данных The Plant List, род включает 3 вида:
- Monotropsis lehmaniae Burnham
- Monotropsis odorata Schwein. ex Elliott
- Monotropsis reynoldsiae (A. Gray) A. Heller